# Langåra
Pour les articles homonymes, voir Langara.
Langåra est une île de la commune de Asker ,  dans le comté d'Akershus en Norvège.

## Description
L'île de 0,25 km2 se trouve dans l'Oslofjord intérieur juste au sud de l'île de Brønnøya. Elle est l'une des plus grandes îles du fjord intérieur d'Oslo.
Entre Langåra et Brønnøya se trouve Middagsbukta, qui est une destination populaire pour les propriétaires de petits bateaux.

### Réserve naturelle
- La réserve naturelle de Langåra comprend deux zones de l'île : la pointe sud et la côte nord-est[3].

## Galerie

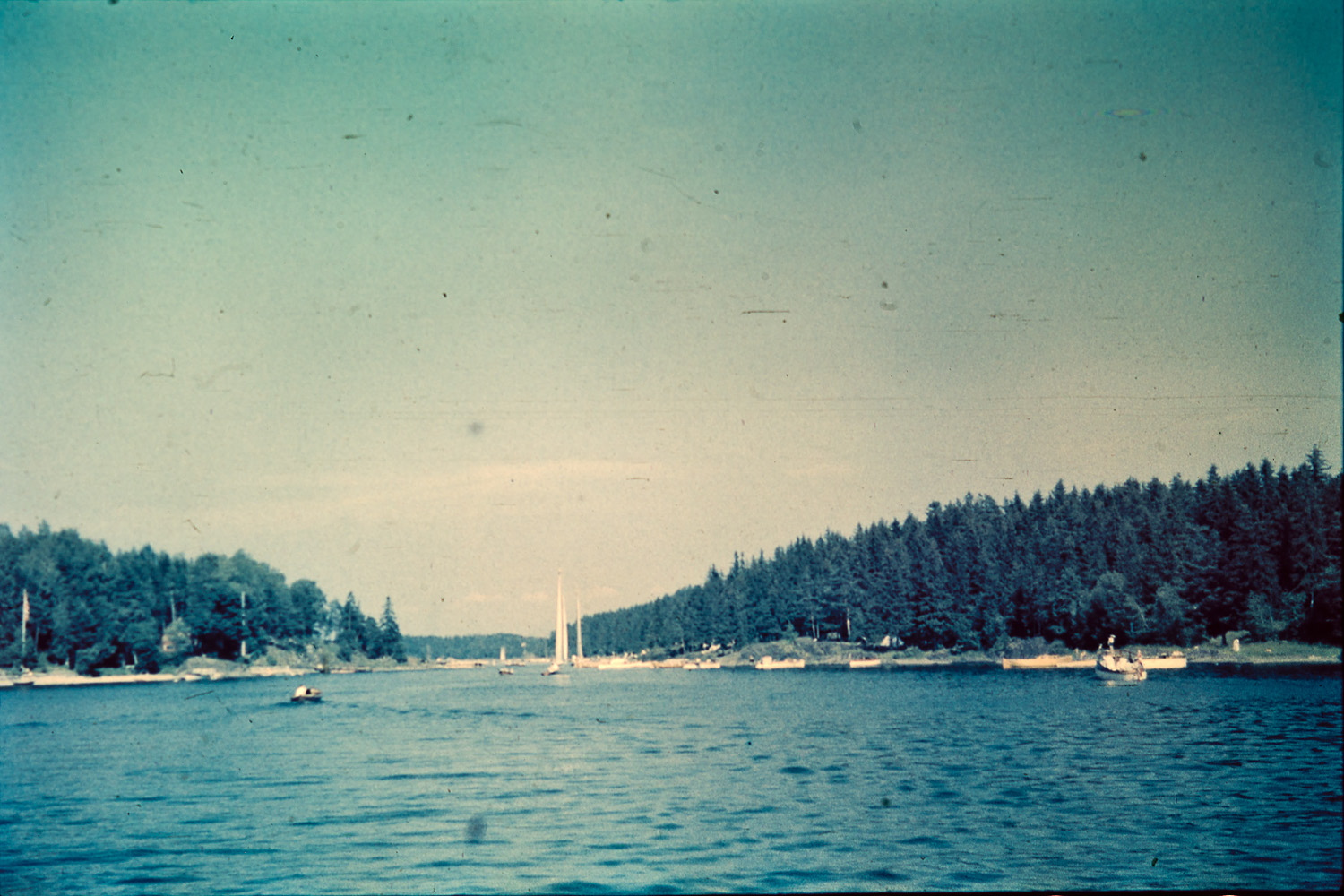
Middagsbukta
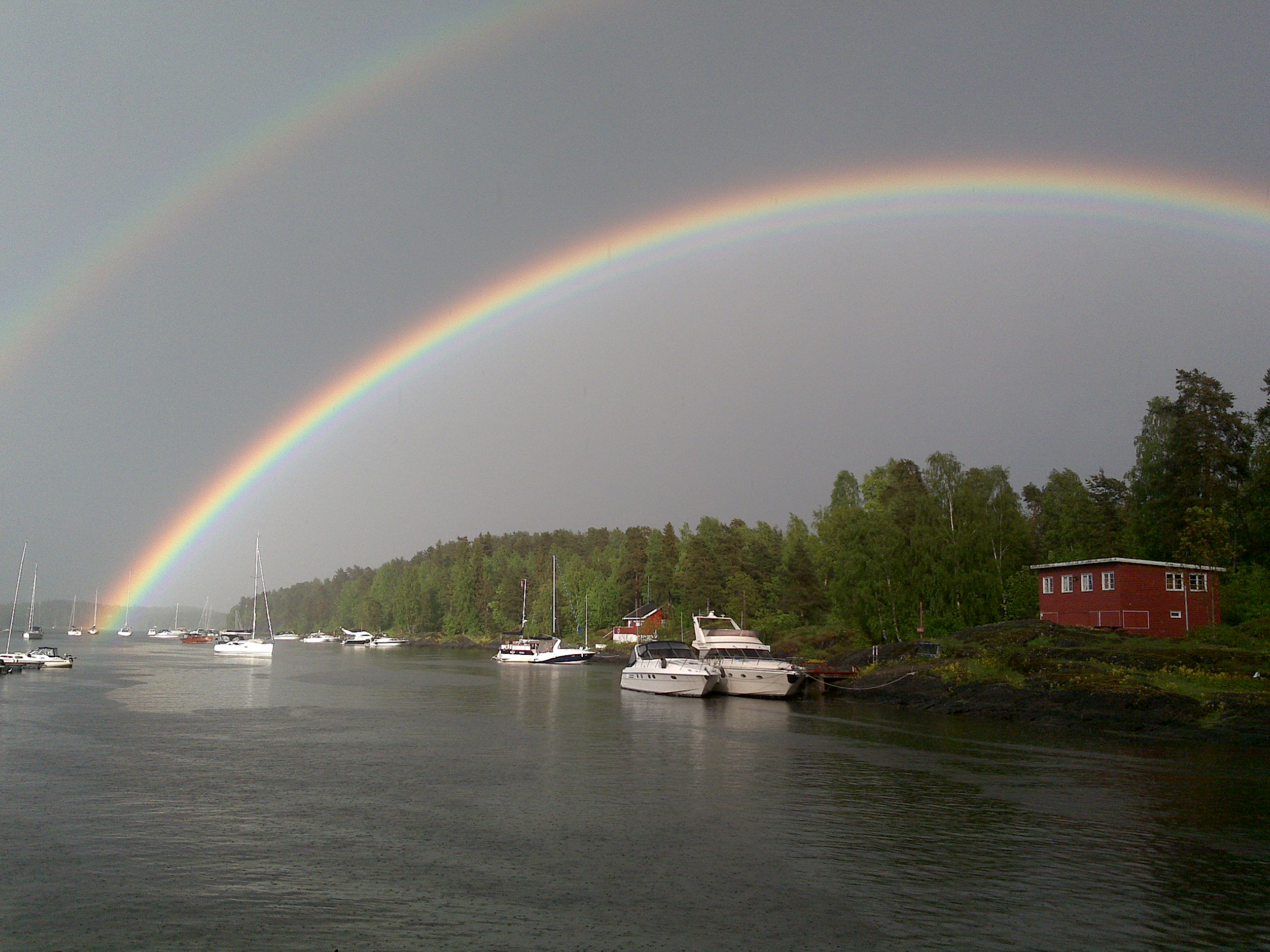
Middagsbukta avec Langåra sur la droite